# Дзежбиці
Дзежбиці (пол. Dzierzbice) — село в Польщі, у гміні Ходув Кольського повіту Великопольського воєводства.
Населення — 289 осіб (2011).
У 1975—1998 роках село належало до Конінського воєводства.

## Демографія
Демографічна структура станом на 31 березня 2011 року:
|          | Загалом | Допрацездатний вік | Працездатний вік | Постпрацездатний вік |
| -------- | ------- | ------------------ | ---------------- | -------------------- |
| Чоловіки | 147     | 27                 | 96               | 24                   |
| Жінки    | 142     | 27                 | 72               | 43                   |
| Разом    | 289     | 54                 | 168              | 67                   |